# Amtsgericht Northeim

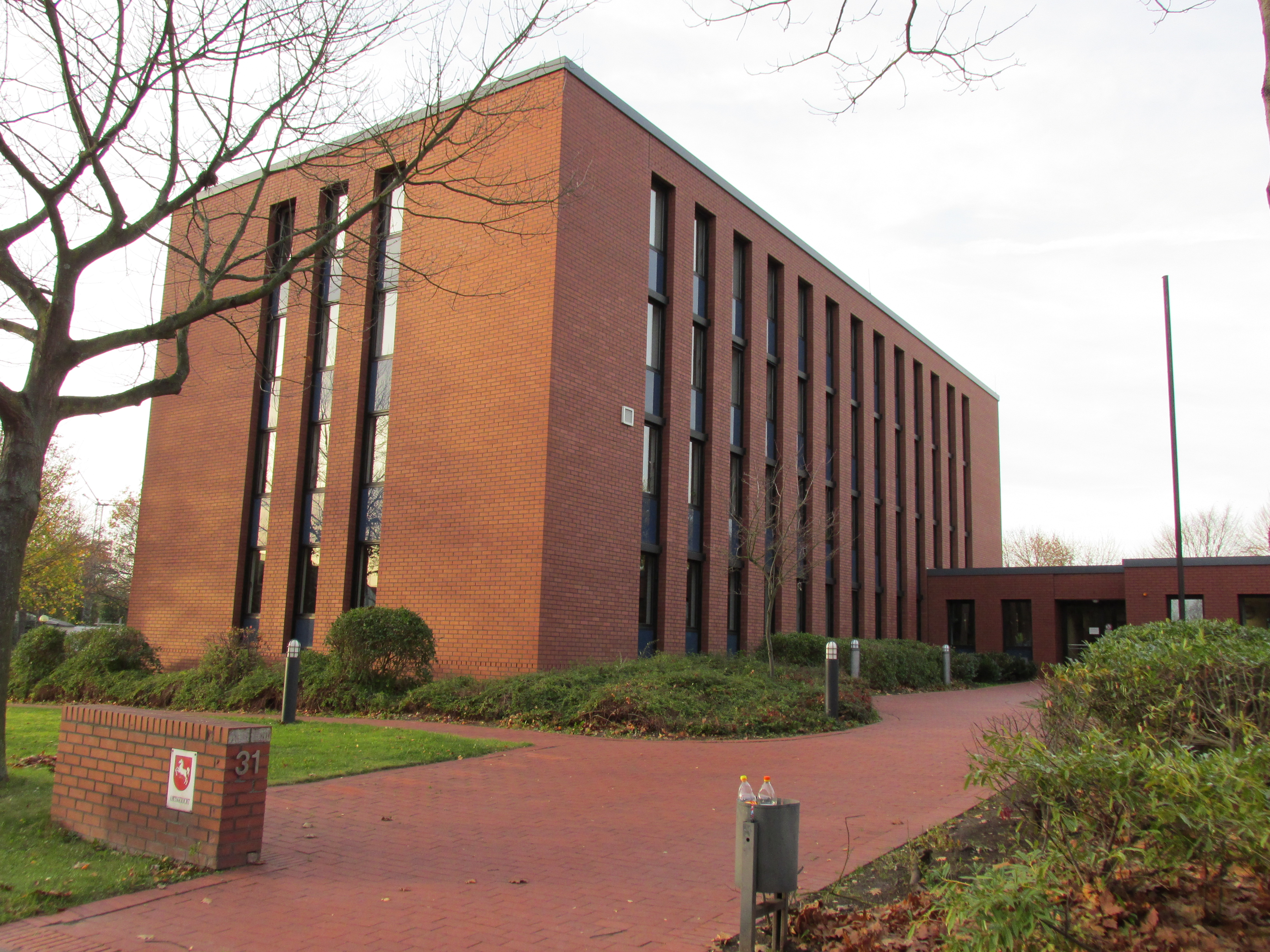
Gebäude des Amtsgerichts

Das Amtsgericht Northeim ist eines von sieben Amtsgerichten im Landgerichtsbezirk Göttingen. Es hat seinen Sitz in Northeim. Das Amtsgericht hat insgesamt ca. 60 Mitarbeiter, darunter sieben Richter und zehn Rechtspfleger.
Der Gerichtsbezirk des Amtsgerichts Northeim umfasst die Städte Hardegsen, Moringen, Northeim und Uslar, die Flecken Bodenfelde und Nörten-Hardenberg, die Gemeinde Katlenburg-Lindau sowie das gemeindefreie Gebiet Solling. Das Amtsgericht Northeim hat somit etwa 85.000 Gerichtseingesessene. Übergeordnetes Gericht ist das Landgericht Göttingen.

## Geschichte

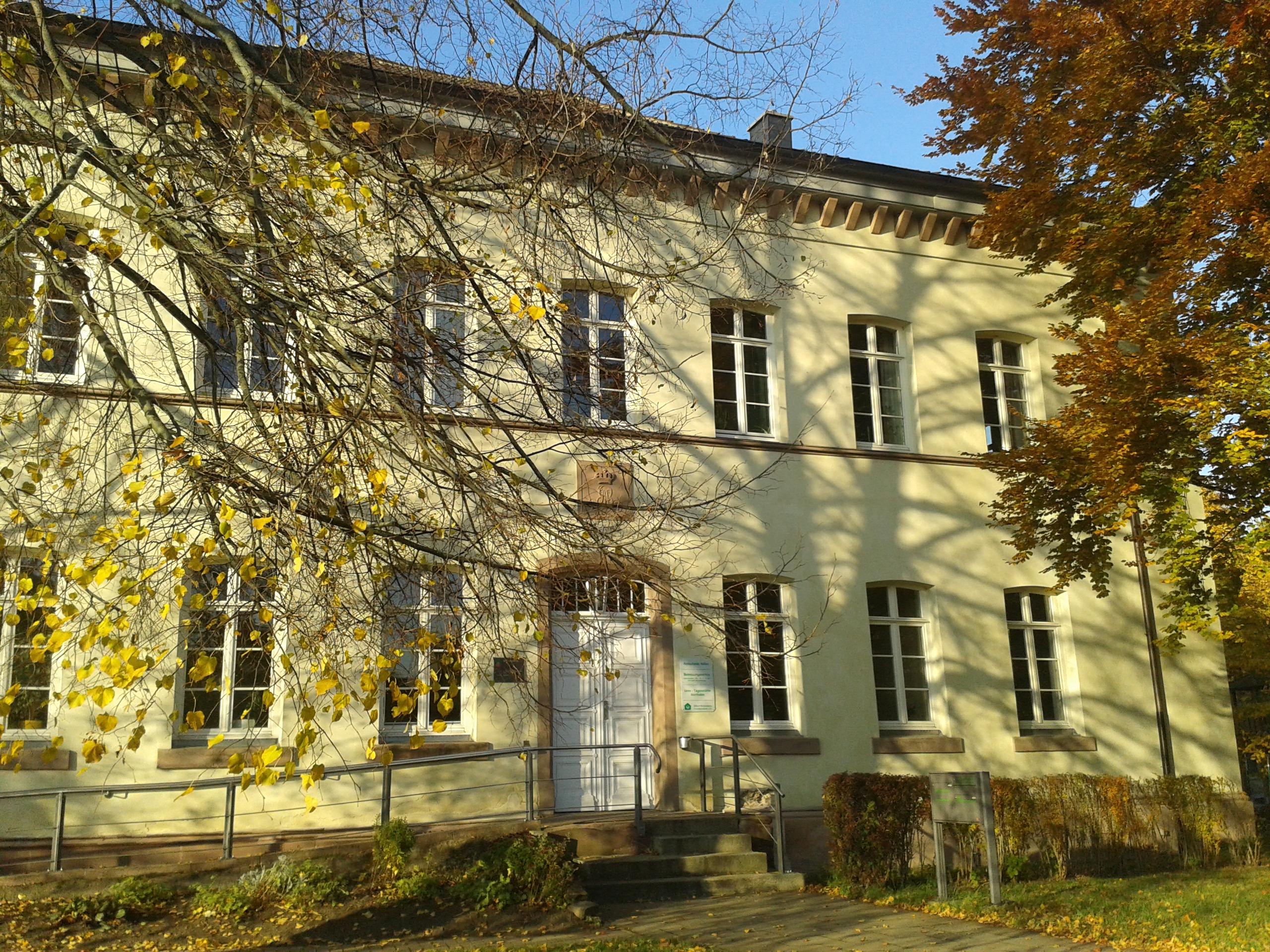
Ehemaliges Gebäude des Amtsgerichts

Durch die Justizreform im Königreich Hannover im Jahr 1852 wurde das Amtsgericht Northeim gebildet und dem Obergericht Göttingen nachgeordnet. 1859 wurden die Amtsgerichte Hardegsen und Nörten aufgelöst und deren Amtsbezirke überwiegend dem des Amtsgerichtes Northeim zugeordnet. Die Amtsgerichte Moringen und Uslar wurden 1973/74 aufgelöst und deren Zuständigkeiten dem AG Northeim übertragen.